# Нудик, Ярослав Владимирович
Ярослав Владимирович Ну́дик (укр. Ярослав Володимирович Нудик; р. 1968) — украинский певец (тенор-универсал). Заслуженный артист Украины (2017). Участник украинской акапелльной формации «Пиккардийская терция» с 24 сентября 1992 года..

## Биография
Родился 7 февраля 1968 года во Львове (Украина). Учился в школе на Кривчицах и во Львовской СШ № 75 имени Леси Украинки.

## Награды и премии
- Дипломант фестиваля «Червона Рута» (1993; Донецк)
- Победитель фестиваля «Доля» (1994; Черновцах (три первые премии в конкурсах народной песни, популярной песни и «спетая поэзия»; единогласно — Гран-при фестиваля)
- Гран-При телефестиваля «Мелодия-95» (песня «Отшельник») и другие.
- Национальная премия Украины имени Тараса Шевченко (2008) — за концертные программы (2003—2006)
- Юбилейная медаль «20 лет независимости Украины» (2011)[5]